# Korzhin
Korzhin (talvolta traslitterata come Kurzhin, Kurdzhyn, Korzhun, Kurzhon, Kurdzhun) è un'isola del Kazakistan situata al centro del Lago Balqaš; dal punto di vista amministrativo è ricompresa nella regione di Almaty e, precisamente, nel distretto di Balqaš.

## Geografia
Per la maggior parte pianeggiante, Korzhin è lunga 13,5 km (8,4 mi) e larga fino a 800 m (0,5 mi). Ha un paesaggio e una vegetazione che possono essere considerati un incrocio tra quelli tipici della savana steppica (arbusteto aperto) e del deserto arido (hammada, semideserto e puna desertica). Dal punto di vista idrologico Korzhin, pur non possedendo fiumi, fa parte del Bacino del Lago Balqaš.

### Clima
Korzhin, secondo la classificazione Troll e Paffen, fa parte della zona del Clima semidesertico e desertico con inverno freddo (che secondo questa classificazione fa parte dei Climi della steppa della Zona temperata fresca), e secondo la Classificazione dei climi di Köppen, fa parte della zona del Clima desertico freddo (che secondo questa classificazione fa parte dei Climi aridi). In più, d'inverno la pressione atmosferica, definito dalle isobare è tra 1030 e 1032 ettopascal, mentre d'estate è tra 1004 e 1008 ettopascal; le radiazioni solari sono di 120-140 Kcal/cm² all'anno, mentre le precipitazioni annue sono di meno di 250 mm (con gelo presente per meno di 270 giorni); le isoterme diurne di gennaio sono tra gli 0 °C e i -20 °C, mentre quelle di luglio sono tra i 25 °C e 30 °C. I venti (quasi sempre meno veloci di 9 m/sec, quindi definiti deboli) sono generalmente provenienti dalla Catena d'oro dell'Altaj (inverno) e dal Mar Glaciale Artico (estate).

### Tettonica, Sismologia, Geologia
Korzhin si trova presso una linea (o lineamento) tettonica secondaria della Placca euroasiatica e la sua superficie è ad elevato rischio sismico, ma non si sono mai verificati terremoti. Dal punto di vista geologico Korzhin si è originata nel Quaternario e ha dei mollisuoli (suoli con orizzonte soffice per effetto della materia organica).